# Pașaport Nansen
Pașapoartele Nansen, inițial și oficial denumite pașapoarte pentru apatrizi, au fost documente de călătorie pentru refugiați recunoscute internațional din 1922 până în 1938, eliberate pentru prima dată de Liga Națiunilor pentru refugiații apatrizi. Au devenit rapid cunoscute sub denumirea de „pașapoarte Nansen” după promotorul lor, omul de stat și exploratorul polar norvegian Fridtjof Nansen.

## Istorie
Sfârșitul Primului Război Mondial a adus tulburări semnificative, care au dus la o criză a refugiaților. Numeroase guverne au fost răsturnate și granițele naționale au fost redesenate, adesea în general după linii etnice. În unele țări au izbucnit războaie civile. Mulți oameni și-au părăsit casele din cauza războiului sau persecuțiilor, sau din teama de acestea. Frământările au făcut ca mulți oameni să rămână fără pașapoarte sau chiar să nu mai aibă o țară sau un guvern care să le elibereze, ceea ce a împiedicat multe călătorii internaționale, și a făcut pe mulți refugiați captivi. Evenimentul care a făcut să apară pașaportul Nansen a fost anunțul din 1921 al noului guvern al Uniunii Sovietice prin care revoca cetățenia rușilor care trăiau în străinătate, inclusiv pentru aproximativ 800.000 de refugiați din Războiul Civil Rus. Primele pașapoarte Nansen au fost eliberate în urma unui acord internațional la Conferința Interguvernamentală privind Certificatele de Identitate pentru Refugiații Ruși, convocată de Fridtjof Nansen la Geneva din 3 până în 5 iulie 1922, în rolul său de Înalt Comisar pentru Refugiati pentru Liga Natiunilor. Până în 1942, pașapoartele erau acceptate ca documente de călătorie de către guvernele a 52 de țări.
În 1933, aranjamentul lui Nansen a fost extins pentru a include și refugiații armeni, asirieni și turci. Aproximativ 450.000 de pașapoarte Nansen au fost furnizate apatrizilor și refugiaților care aveau nevoie de documente de călătorie, dar nu puteau obține unul de la nicio autoritate națională.
După moartea lui Nansen în 1930, pașaportul a fost gestionat de Oficiul Internațional Nansen pentru Refugiați din cadrul Ligii Națiunilor. În acel moment, pașaportul nu mai includea o referire la conferința din 1922, ci era eliberat în numele Ligii. Biroul a fost închis în 1938; pașapoartele au fost ulterior eliberate de o nouă agenție, Biroul Înaltului Comisar pentru Refugiați sub Protecția Ligii Națiunilor din Londra.

## Galerie de imagini

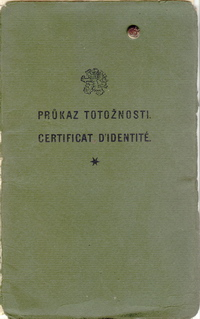
Copertă de pașaport Nansen; Poliția din Praga, Cehoslovacia, 1930
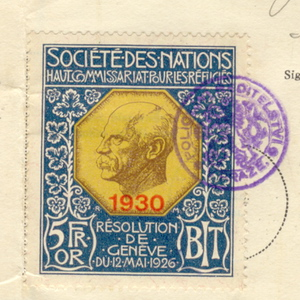
Timbru destinat reînnoirii pașapoartelor Nansen; Oficiul Internațional Nansen pentru Refugiați, 1930
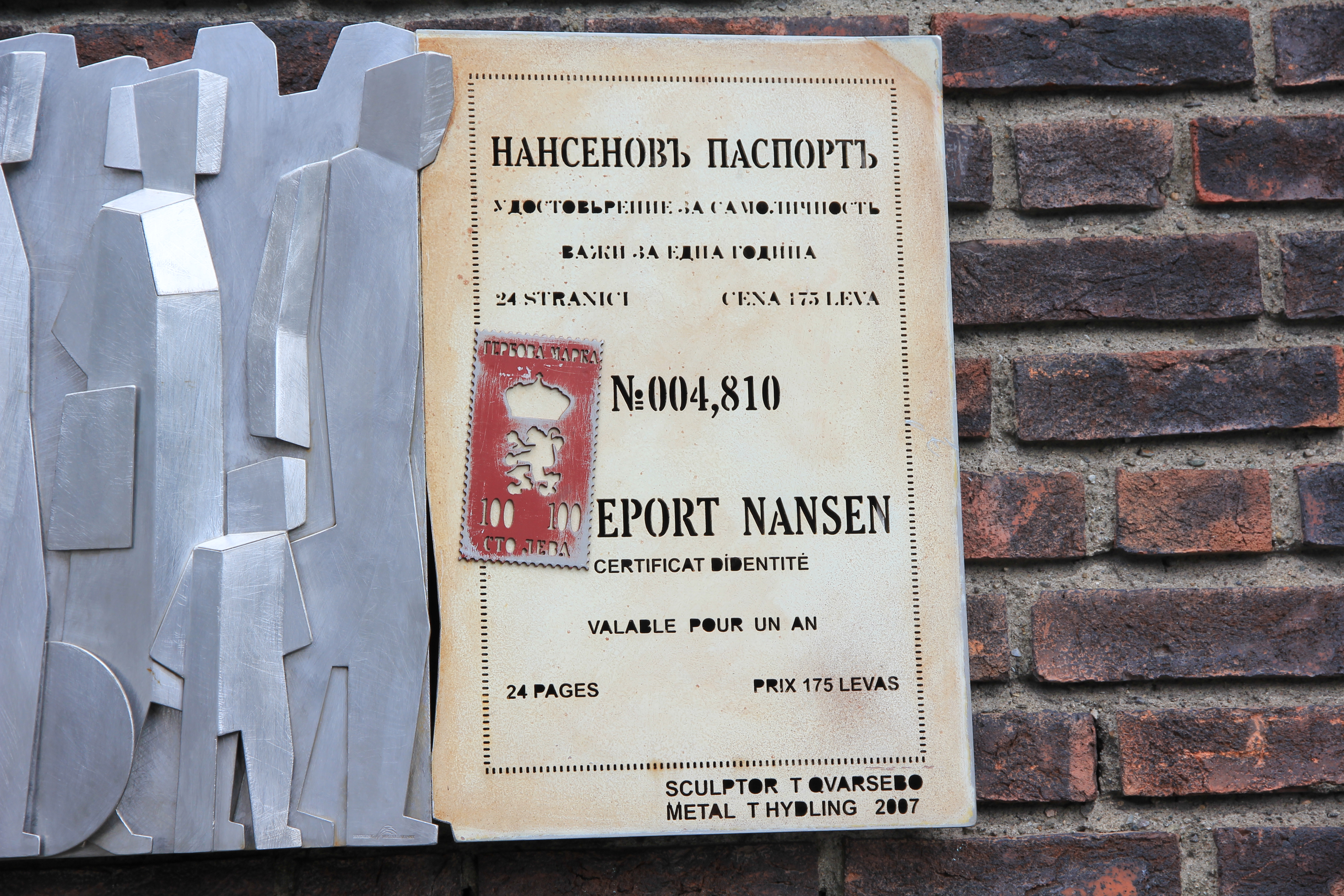
Placă memorială (vedere parțială); peretele exterior al Primăriei⁠(d) din Oslo, Norvegia, 2007

## Amintirea
Oficiul Internațional Nansen pentru Refugiați a primit Premiul Nobel pentru Pace în 1938 pentru eforturile sale de a institui pașapoartele Nansen.
Pașapoartele Nansen nu mai sunt eliberate astăzi, dar autoritățile naționale și supranaționale existente, inclusiv Națiunile Unite, eliberează documente de călătorie pentru apatrizi și refugiați, inclusiv certificate de identitate⁠(d) (sau „pașapoarte pentru străini”) și documente de călătorie pentru refugiați . 

## Deținători cunoscuți
- Robert Capa
- Sergiu Celibidache
- Prințesa Vera Constantinovna a Rusiei
- Marc Chagall [11] [12]
- Françoise Frenkel⁠(d)
- Alexander Galich⁠(d)
- Zuzanna Ginczanka⁠(d)
- Alexander Grothendieck [13]
- GI Gurdjieff
- Anatol Heintz⁠(d) [11] [12]
- Ze'ev Jabotinsky [14]
- Youri Messen-Jaschin⁠(d) – artist Op art, Elveția
- Vladimir Nabokov – Timofey Pnin, protagonistul fictiv din Pnin⁠(d), a migrat în Statele Unite cu un pașaport Nansen
- Aristotel Onassis
- Krikor Pambuccian⁠(d)
- Colonelul Tom Parker⁠(d)
- Anna Pavlova[11][12]
- Marea Ducesă Maria Pavlovna a Rusiei (1890–1958)
- Sf. Grigol Peradze⁠(d) [15]
- Jadwiga Piłsudska
- Serghei Rahmaninov [11] [12]
- Dimitri Riabouchinsky⁠(d)
- rabinul Menachem Mendel Schneerson
- Otto Skorzeny
- Victor Starffin⁠(d) [16]
- Igor Stravinsky [12] [11]
- Dries Riphagen⁠(d)
- Regele Alfonso al XIII-lea al Spaniei